# István Kantor

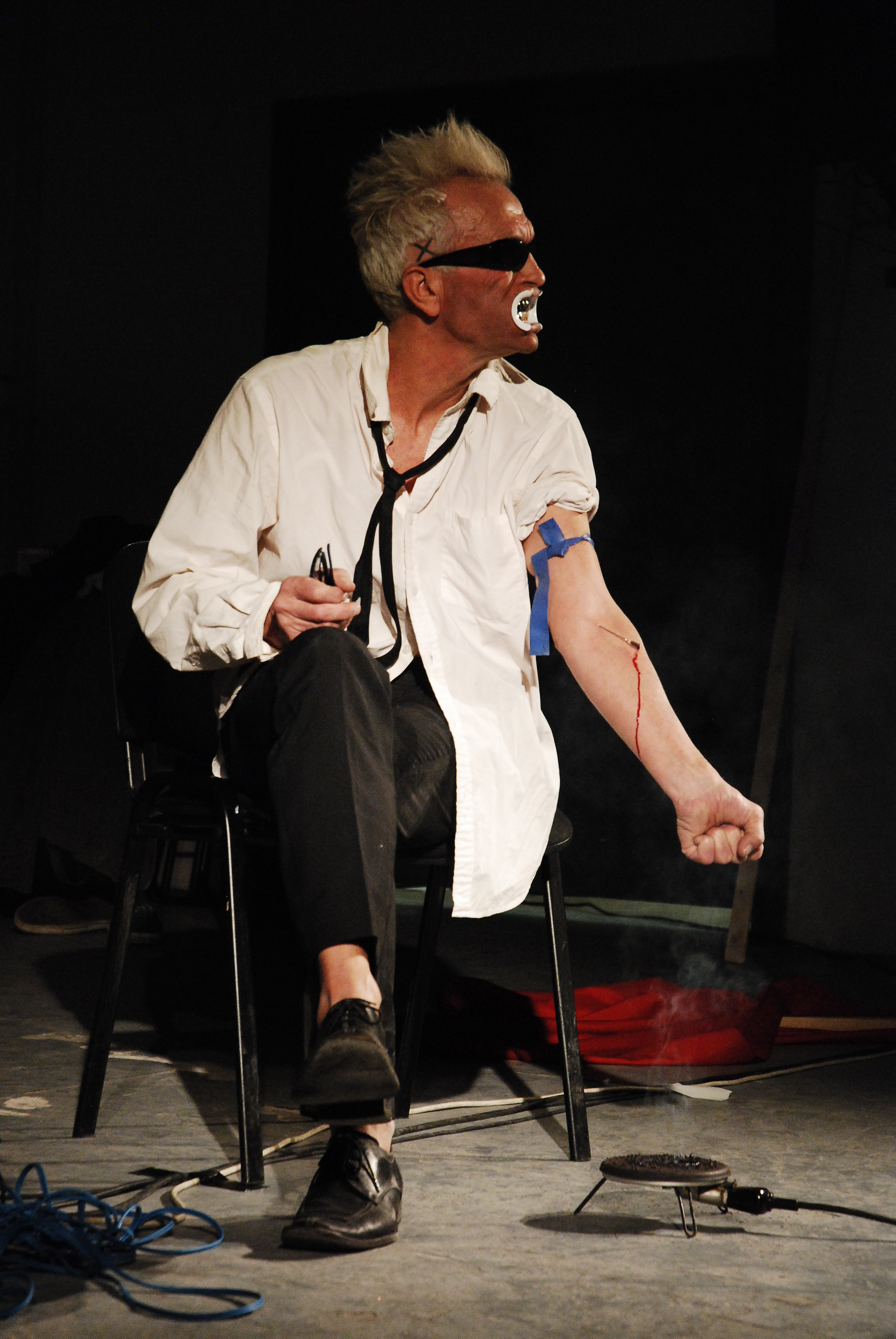
István Kantor podczas festiwalu Akcja/Acción

István Kantor (ur. 27 sierpnia 1949 w Budapeszcie) – węgierski artysta, twórca performance, video-art, muzyki eksperymentalnej i jeden z założycieli neoizmu.
István Kantor urodził się w Budapeszcie. Studiował tam medycynę. W 1976 uciekł do Paryża, skąd emigrował do Montrealu. Mieszkał także w Portland, Nowym Jorku, Berlinie, obecnie zaś jest mieszkańcem Toronto wraz z trójką swych dzieci: Jerycho, Babylon i Nineveh, które urodziły się w latach 90.
Jego głównym przedmiotem zainteresowania jest zepsucie związane z postępem technologicznym i walka jednostki w społeczeństwie zdominowanym przez technologię. Jego twórczość opisywana jest przez media, jako przewrotowa intelektualnie, antyautorytarna, a także jako technicznie innowacyjna i wysoce eksperymentalna. Lubi podpalać i psuć rzeczy. Używa konfliktu i kryzysu, w celu przedstawienia swej sprawy, często umieszczając się w centrum niebezpieczeństwa i niepewności. Jego zmieniające się radykalnie, kreatywne aspiracje, zawsze są powiązane z jego obecnym środowiskiem i sytuacją społeczną.
Przez ostatnie 3 dekady był wielokrotnie aresztowany i osadzany w więzieniu w związku ze swymi akcjami guerilla w muzeach. Otrzymał także liczne prestiżowe nagrody, między innymi Telefilm Canada – Nagroda za najlepszy Kanadyjski Film i Wideo w 1998, Międzynarodowy Festiwal Wizualnych Realizacji Okołomuzycznych WRO 93, 97 / Biennale Sztuki Mediów – II nagroda, Międzynarodowe Biennale Sztuki Mediów WRO 09 Expanded City – wyróżnienie (The Never Ending) Operetta, Transmediale Award w Berlinie w 2001, Nagrodę Gubernatora w Kategorii Sztuk Wizualnych w Ottawie w 2004, oraz nagrodę EMAF na Europejskim Festiwalu Media Art w Osnabrücku.